# 南冕座S
南冕座S（S Coronae Australis,S CrA），是一个年轻的联星系统，有大约200万年的历史，位于南冕座。它由一颗G-型主序星和一颗稍小的K-型主序星构成，前者亮度与太阳一样，质量是太阳质量的两倍，后者亮度是太阳的大约50-60%，质量是太阳的1.3倍。两颗恒星都是金牛T星，并且按观测证据它们都有星周盘。该系统距离地球大约为140秒差距。